# Dromornithidae
Famille
Les Dromornithidae formaient une famille de gros oiseaux de la mégafaune australienne, non volants et ayant vécu à l'Oligocène et au Pléistocène. Longtemps classés parmi les Struthioniformes, ils sont désormais placés parmi les Anseriformes.
Selon une étude de 2022, cette famille se serait éteinte en Australie il y a 40 000 ans.